# Chaetonotus macrochaetus
Chaetonotus macrochaetus is een buikharige uit de familie Chaetonotidae. De wetenschappelijke naam van de soort werd in 1889 voor het eerst geldig gepubliceerd door Zelinka. De soort wordt in het ondergeslacht Hystricochaetonotus geplaatst.